# Galium hungaricum
Galium hungaricum är en måreväxtart som beskrevs av Anton Joseph Kerner. Galium hungaricum ingår i släktet måror, och familjen måreväxter.
Artens utbredningsområde är Ungern. Inga underarter finns listade i Catalogue of Life.